# Погост Наволочный
Погост Наволочный — деревня в Каргопольском районе Архангельской области России. Входит в состав муниципального образования «Ошевенское».

## История
В «Списке населенных мест Российской империи», изданном в 1879 году, населённый пункт упомянут как деревня Наволочная (Наволок) Каргопольского уезда (1-го стана), при речке Чурьеге, расположенная в 31 версте от уездного города Каргополя. В деревне насчитывалось 24 двора и проживало 156 человек (73 мужчины и 83 женщины). Функционировала мельница.
По данным 1920 года имелось 6 хозяйств и проживало 40 человек (24 мужчины и 16 женщин). В административном отношении деревня входила в состав Надпорожской волости Каргопольского уезда Вологодской губернии.

## География
Деревня находится в юго-западной части Архангельской области, в южной зоне средней тайги, на левом берегу реки Чурьеги, на расстоянии примерно 28 километров (по прямой) к северо-северо-западу (NNW) от города Каргополь, административного центра района. Абсолютная высота — 142 метра над уровнем моря.

### Часовой пояс
Погост Наволочный, как и вся Архангельская область, находится в часовой зоне МСК (московское время). Смещение применяемого времени относительно UTC составляет +3:00.

## Население
| 2002 | 2010 | 2012 |
| ---- | ---- | ---- |
| 86   | ↘54  | ↘41  |

Национальный состав
Согласно результатам переписи 2002 года, в национальной структуре населения русские составляли 100 %.